# Бели-Пласт
Бели-Пласт (болг. Бели пласт) — село в Болгарии. Находится в Кырджалийской области, входит в общину Кырджали. Население составляет 344 человека.

## Политическая ситуация
В местном кметстве Бели-Пласт, в состав которого входит Бели-Пласт, должность кмета (старосты) исполняет Севгинар Мехмед Мурад (Движение за права и свободы (ДПС)) по результатам выборов.
Кмет (мэр) общины Кырджали — Хасан Азис (Движение за права и свободы (ДПС)) по результатам выборов.